# Teatro Ipanema
O Teatro Ipanema foi idealizado pelos atores e diretores Rubens Corrêa e Ivan de Albuquerque. Leyla Ribeiro, mulher de Ivan de Albuquerque, os ajudou a inaugurar o novo espaço em 1968 após quatro anos de obras. Foi erguido no local de um barracão no quintal da antiga residência de Rubens, o qual era utilizado para ensaio e depósito de cenários. A partir de então, o Teatro Ipanema foi um importante palco na cidade, sobretudo para jovens dramaturgos, diretores e novas companhias, que iriam mudar completamente o teatro brasileiro a partir dos anos 70. Com a morte de Rubens Corrêa e de Ivan Albuquerque, o Teatro Ipanema passou a funcionar sem direção artística definida. O espaço foi adquirido pela Prefeitura do Rio de Janeiro em dezembro de 2011 e passou por obras de restauração. Após sua reestruturação, foi integrado à Rede Municipal de Teatros da Secretaria Municipal de Cultura e voltou a funcionar totalmente em junho de 2012.

## Importância histórica
Em 1969, a peça O Assalto de José Vicente começa a abrir novas perspectivas para o Teatro Ipanema ao investir na inquietação experimentalista da época, visando a jovem dramaturgia brasileira. Lá estreiam autores com novas linguagens e textos: Isabel Câmara (As Moças, 1970); José Wilker (A China é Azul, 1972) e José Vicente (Hoje é Dia de Rock, 1971, Ensaio Selvagem, 1974 e A Chave das Minas, 1977). A peça Hoje é dia de rock ficou cerca de três anos em cartaz e fez grande sucesso.
De 1970 a 1974, o Teatro Ipanema acolheu a "expressão corporal" sob orientação de Klauss Vianna, substituindo-a, a partir de 1979, pelo "trabalho de corpo" de Lourdes Bastos. São lançados ali os atores José Wilker, José de Abreu, Isabel Ribeiro, Tetê Medina, entre muitos outros. Dirigido por Hamilton Vaz Pereira, o grupo Asdrúbal Trouxe o Trombone montou por lá as peças Trate-me Leão (1978), Aquela Coisa Toda (1980) e A Farra da Terra (1983). O clipe da música Você Não Soube Me Amar da banda BLITZ foi gravado no palco do Teatro Ipanema. Também tiveram destaques as montagens de O Beijo da Mulher Aranha (1981) e Artaud! (1986); ambas com direção de Ivan de Albuquerque, que projetam o talento do ator Rubens Corrêa.
O Teatro Ipanema foi um local de grande experimentação artística e foco de resistência, pois cruzou a ditadura militar, a especulação imobiliária e os revezes da economia cultural brasileira. Diversos autores e atores se lançaram e se consagraram neste espaço histórico.

## Galeria

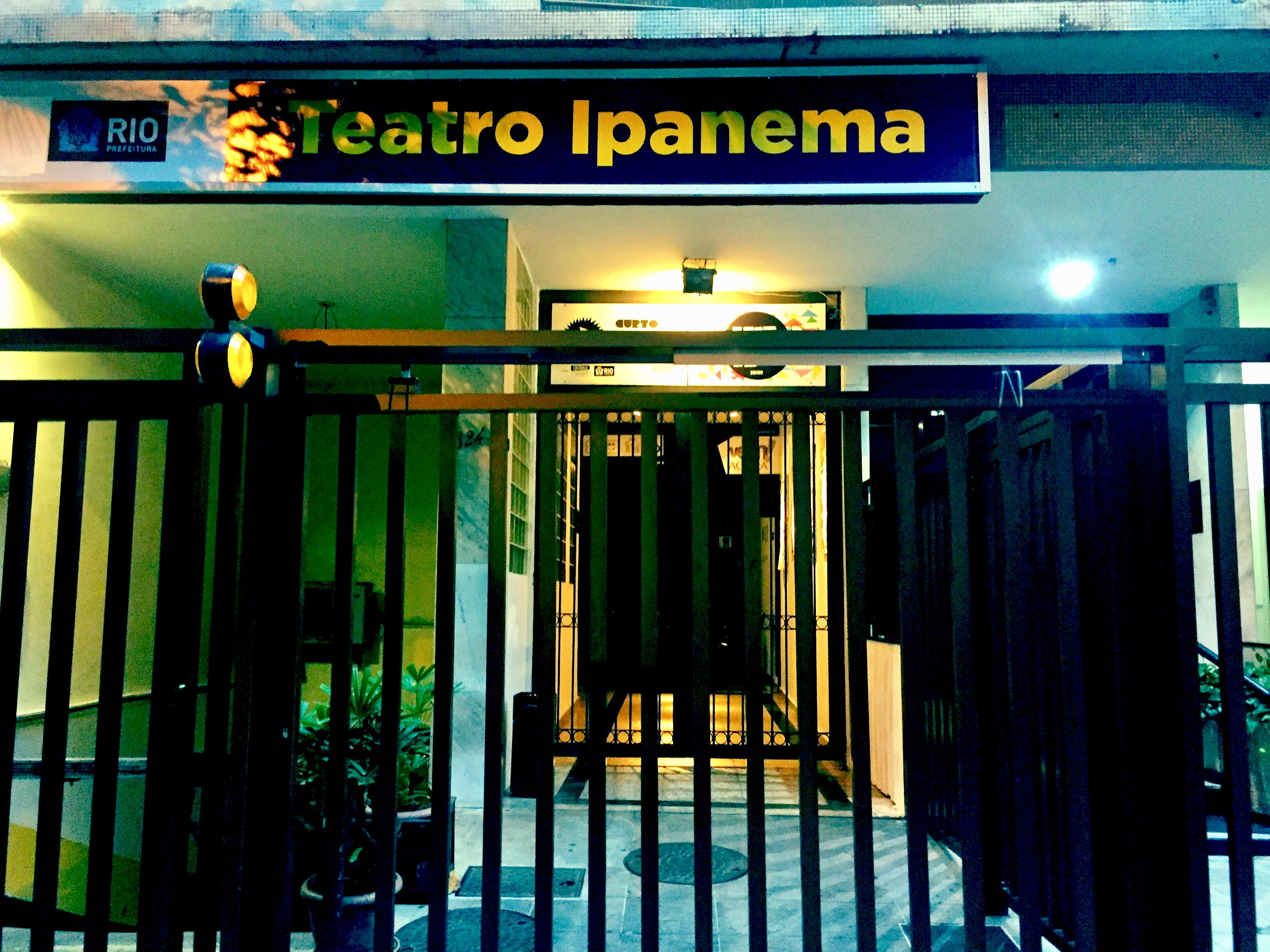
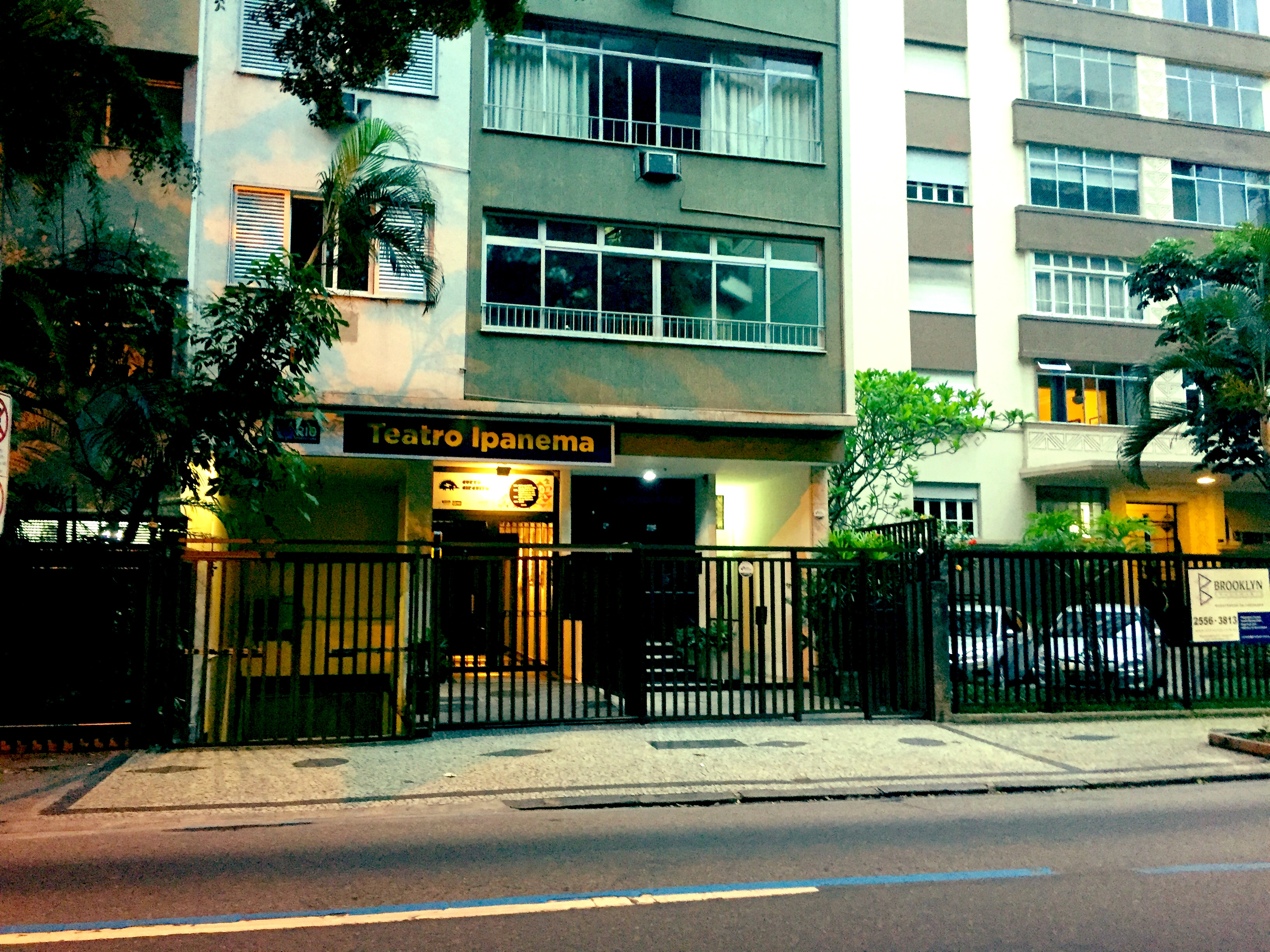